# Дерек Ківан
Дерек Ківан (англ. Derek Kevan, 6 березня 1935, Ріпон, Англія — 4 січня 2013, Бірмінгем, Англія) — колишній англійський футболіст, нападник. Насамперед відомий виступами за клуби «Вест-Бромвіч Альбіон» та «Манчестер Сіті», а також національну збірну Англії.

## Клубна кар'єра
У дорослому футболі дебютував 1952 року виступами за «Бредфорд», в якому провів один сезон, взявши участь у 15 матчах чемпіонату.
Своєю грою за цю команду привернув увагу представників тренерського штабу клубу «Вест-Бромвіч Альбіон», до складу якого приєднався 1953 року. Відіграв за клуб з Вест-Бромвіча наступні дев'ять сезонів своєї ігрової кар'єри. Більшість часу, проведеного у складі «Вест-Бромвіч Альбіона», був основним гравцем атакувальної ланки команди. У складі «Вест-Бромвіч Альбіона» був одним з головних бомбардирів команди, маючи середню результативність на рівні 0,6 гола за гру першості.
Протягом 1962–1963 років захищав кольори «Челсі».
1963 року уклав контракт з клубом «Манчестер Сіті», у складі якого провів наступні два роки своєї кар'єри гравця. Граючи у складі «Манчестер Сіті» також здебільшого виходив на поле в основному складі команди. В новому клубі був серед найкращих голеодорів, відзначаючись забитим голом в середньому щонайменше у кожній третій грі чемпіонату.
З 1965 року грав у низці нижчолігових англійських клубів, поки не закінчив кар'єру у 1970 році.

## Виступи за збірну
1957 року дебютував в офіційних матчах у складі національної збірної Англії. Протягом кар'єри у національній команді, яка тривала 5 років, провів у формі головної команди країни 14 матчів, забивши 8 голів.
У складі збірної був учасником чемпіонату світу 1958 року у Швеції та чемпіонату світу 1962 року у Чилі.